# Utrero (Boñar)
Utrero fue una localidad española perteneciente al municipio de Boñar, en la provincia de León, comunidad autónoma de Castilla y León. Se despobló como consecuencia de la construcción del embalse del Porma en 1968. Los pueblos del antiguo municipio de Vegamián Armada, Campillo, Lodares, y Ferreras, quedaron totalmente inundados y Utrero y Camposolillo, fueron expropiados pero no sumergidos.

## Geografía física
De clima frío, terreno de mala calidad y buenas aguas potables.

### Ubicación
Estaba situado en la margen derecha del río Porma. Sus límites eran Vegamián, Rucayo, Puebla de Lillo y Camposolillo.

## Historia
Siglo XIX
En el siglo XIX Pascual Madoz en su Diccionario Geográfico lo describe con el nombre de Utrero como lugar del Ayuntamiento de Vegamián, partido judicial de Riaño. Pertenecía a la diócesis de León; audiencia territorial y capitanía general de Valladolid. Tenía 23 casas, y una iglesia parroquial consagrada a San Juan Bautista y escuela de primeras letras para ambos sexos. Sus caminos eran locales excepto el camino Real que venía desde Asturias y pasaba cercano al pueblo. Recibían la correspondencia de Vegamián. Producía hortalizas, trigo, cebada, centeno, legumbres y pasto; había cría de ganado y alguna caza.
Siglo XX
En 1968 se inauguró el embalse del Porma cuyas aguas se destinaron a regadío además de asumir la función de regulación de aguas fluviales evitando las riadas. A consecuencia de la construcción del embalse desapareció el municipio de Vegamián y sus pueblos Armada, Campillo, Lodares, Quintanilla y Ferreras, inundados completamente y Utrero y Camposolillo, expropiados pero no sumergidos. Todos ellos aprobaron sus disoluciones durante el verano de 1967.
Vegamián quedó incorporado al municipio de Boñar, siete kilómetros aguas abajo del Río Porma, según el Decreto 970/1967, publicado en el Boletín Oficial del Estado número 111, de 10 de mayo de 1967.